# San Vicente (Santa Fe)
San Vicente is een plaats in het Argentijnse bestuurlijke gebied Castellanos in de provincie Santa Fe. De plaats telt 5.813 inwoners.

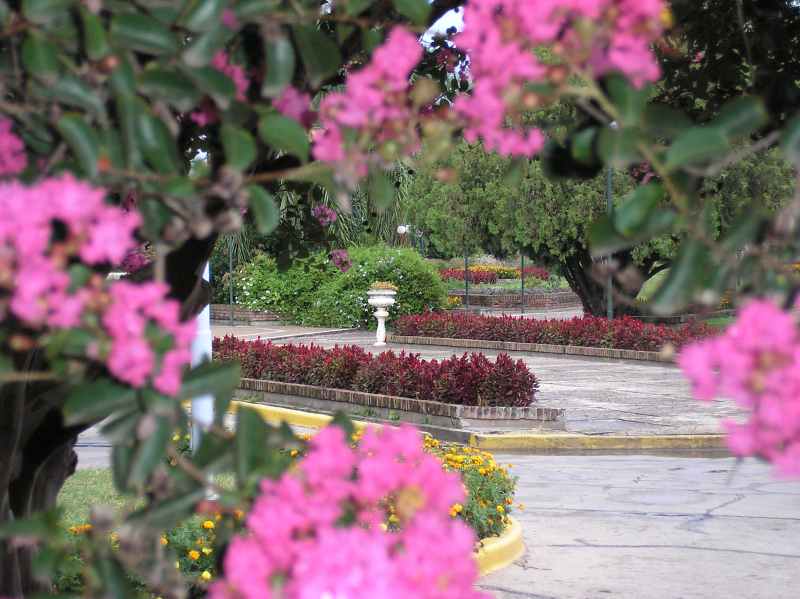
Plein in het centrum van San Vincente